# Biele (Lubomyśle)
Biele – część wsi Lubomyśle położona w Polsce w województwie wielkopolskim, w powiecie konińskim, w gminie Ślesin.
W latach 1975–1998 Biele należało administracyjnie do województwa konińskiego.